# One hate Doktorate
One Hate Doktorate – album zespołu Po prostu wydany w 1995 roku. Zawiera absurdalne teksty Szczepana i muzykę w klimacie Street Punk / Punk '77.

## Skład
- Szczepan - wokal prowadzący
- Zbychu - gitara basowa
- Tadek - gitara, gitara basowa, wokal wspierający
- Krzychu - perkusja, wokal wspierający
- gościnnie Karolina - wokal wspierający

## Utwory
1. Wieśniaki
2. Nowoczesne kobiety I
3. Mniam mniam mioduwka
4. Środek bąka
5. Perełka I
6. Perełetka II
7. Łumyj syry łojcu
8. O rety skarpety
9. Wiązanie sandał
10. Tragedia Bee Gees
11. Nowoczesne kobiety II
12. Pollena 2000
13. Spokój politykom
14. W karty wy grata
15. W Polsce żyje
16. Poduszka z Barbi
17. Napierdalam dyskomana
18. Liliputa
19. Wreszcie precz
20. Rynek
21. Aumtu tumtu damalize
22. Murzyn z głową
23. Pięści Van Damme
24. Tytan pracy